# Selim Palmgren
Selim Palmgren (ur. 16 lutego 1878 w Björneborgu (obecnie Pori), zm. 13 grudnia 1951 w Helsinkach) – fiński kompozytor, pianista i krytyk muzyczny.
W 1895 studiował w helsińskim konserwatorium, a 1899-1951 w Niemczech wraz z Ferruccio Busonim. W 1909 został dyrygentem w Turku, gdzie w 1910 napisał w języku szwedzkim operę Daniel Hjort (w 1929 wystawioną po fińsku). Jako pianista wiele podróżował, akompaniując swojej żonie, śpiewaczce Maikki Pakarinen. W latach 1923–1926 nauczał w Eastman School of Music w Rochester, później został krytykiem muzycznym, a 1939-1951 nauczał kompozycji w Akademii Sibeliusa w Helsinkach. Najbardziej znany jest ze swoich miniatur fortepianowych Majowa noc inspirowanych pieśniami ludowymi. Pozostawił także 5 koncertów fortepianowych (skomponowanych pod wpływem twórczości Ferenca Liszta), a także chóry męskie i pieśni.